# Scotinella minnetonka
Scotinella minnetonka is een spinnensoort uit de familie van de Phrurolithidae.
De wetenschappelijke naam van de soort werd in 1930 als Phruronellus minnetonka gepubliceerd door Ralph Vary Chamberlin & Willis John Gertsch.